# Virgilio Vargas Pino
Virgilio Vargas Pino (27 de enero de 1934 - 1 de febrero de 2008),  fue un médico salubrista y político colombiano, y esposo de Dolly Molina, atleta y química farmacéutica, oriunda de Caldas, Antioquia con la que tuvo 3 hijas. Hizo contribuciones importantes, especialmente, en el campo de la salud.

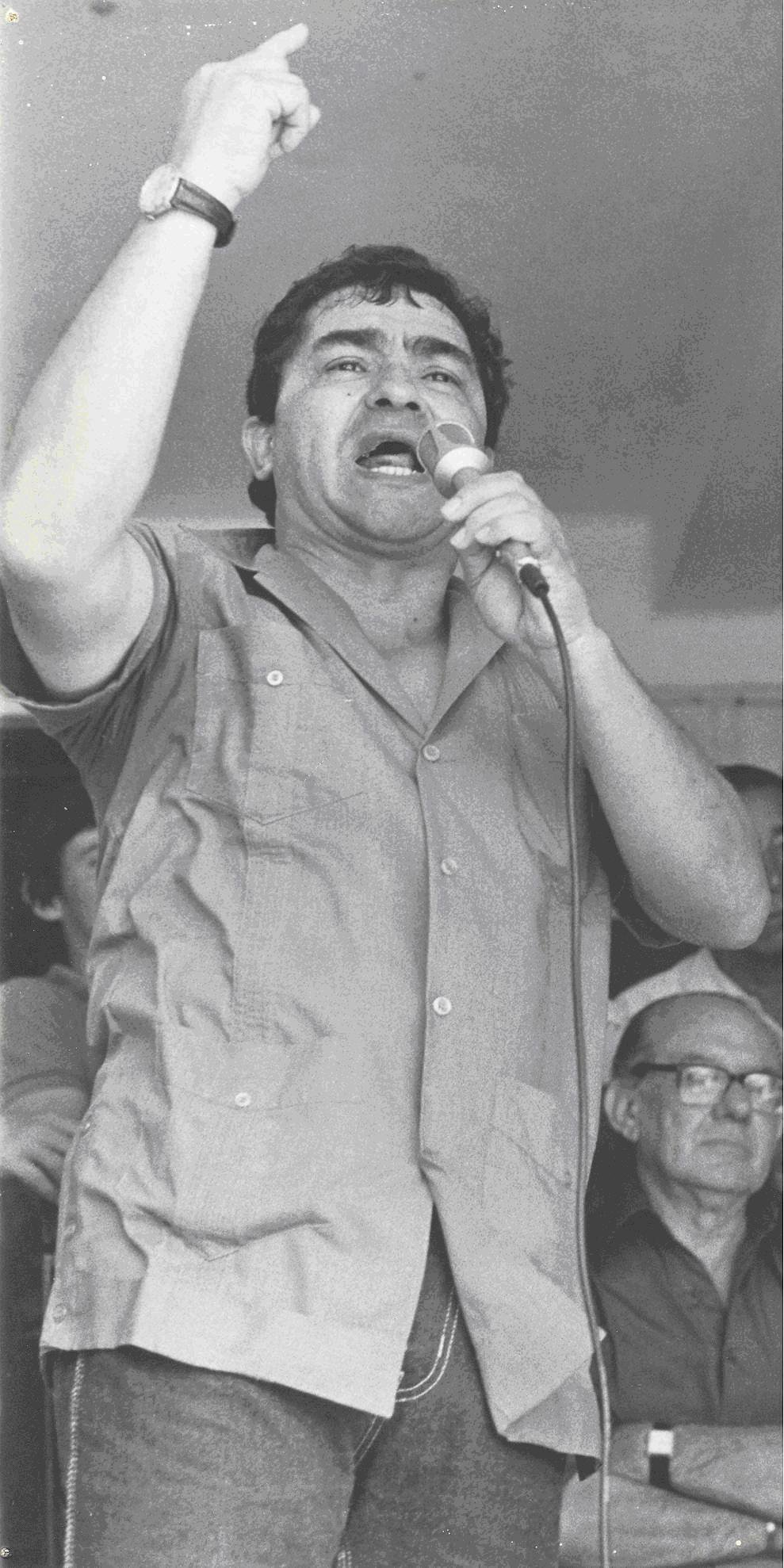

## Historia
Estudió el bachillerato en el Liceo de la Universidad de Antioquia. Médico cirujano magíster en Salud Pública especializado en Planificación y Administración de la Salud de la Universidad de Antioquia. Fue escalando como profesor auxiliar, asistente y asociado a profesor titular de la Universidad de Antioquia. Fundador y director del periódico "Crisis", jefe de redacción del periódico "M.R.L.", colaborador del periódico "U-235" de la Facultad de Medicina de la Universidad de Antioquia, miembro del consejo de la "Revista de la Facultad Nacional de Salud Pública", diputado de la Asamblea Departamental de Antioquia 1962-1964, Representante a la Cámara elegido como principal  del Partido Liberal por Antioquia 1964-1966, 1966-1968, 1968-1970, 1990-1994, Senador Suplente de la República por el Sector Democrático del Partido Liberal, Secretario de Salud y Jefe del "Servicio Seccional de Salud de Antioquia" en 1978, director del Instituto Metropolitano de Salud "METROSALUD" 1988-1989, profesor y decano ad-honorem de la "Facultad Nacional de Salud Pública" 1991-1993, cofundador de la Universidad Autónoma Latinoamericana UNAULA. Con una importante trayectoria al servicio de la comunidad: siendo director de Metrosalud, cumplió campañas de mucha significación, especialmente reforzando el Comité Operativo Metropolitano de Emergencias COME, y fortaleciendo los centros de salud en barrios de la ciudad de Medellín para realizar campañas preventivas permanentemente.
Desistió de su participación en el ámbito político y trabajó como Director Nacional de Postgrados de la Universidad Cooperativa de Colombia.
En el 2004 se retiró, dedicándose a las actividades lúdicas: melómano, asiduo bailador, cinéfilo, fue presidente de la "Corporación de Bailarines de Medellín", fundador del "Cineclub Virgilio Vargas", amante de la literatura, escribió el cuento "Mi pasión de juventud". En la Facultad Nacional de Salud Pública Héctor Abad Gómez, se le rinde homenaje con un aula que lleva su nombre.
Periódico "Crisis". Equipo de redacción: Mario Arrubla Yepes, Estanislao Zuleta, Delimiro Moreno, Emilio Yunis, Ramiro Montoya.

## Investigaciones y escritos
- Condiciones de vida de los mineros de Segovia (Antioquia)
- Estudio nutricional de la comunidad adyacente al Cementerio Universal de Medellín
- Esperanza de vida a los médicos generales frente a los médicos especialistas del Valle de Aburrá
- La Comuna Nororiental frente a la salud para todos en el año 2000
- Escollos de la meta Salud para todos en el año 2000
- Septiembre 2000 una meta imposible
- Anotaciones sobre el nuevo orden económico internacional NOEI
- Salud-enfermedad a la luz de las ciencias sociales
- El futuro de la salud pública, en el marco de la meta salud para todos en el año 2000, septiembre de 2000
- La pobreza antagonista de la salud, 35 años Facultad Nacional de Salud Pública

## Miembro de juntas directivas
- Asociación Médica de Antioquia AMDA
- Servicio Seccional de Salud de Antioquia SSSA (Presidente)
- Beneficencia de Antioquia Benedan (Presidente)
- Hospital Universitario San Vicente de Paúl (Presidente)
- Hospital Pablo Tobón Uribe
- Hospital General de Medellín, Luz Castro Gutiérrez (Presidente)
- Hospital La María
- Hospital Mental de Antioquia
- Comité Operativo Metropolitano de Emergencias COME (Presidente)
- Acuantioquia
- Consejo Académico de la Universidad de Antioquia
- Consejo de la Facultad Nacional de Salud Pública (Secretario y luego Presidente)
- Consejo Académico de la Escuela de Postgrados de la Universidad Cooperativa de Colombia

## Autor y/o ponente de las leyes
- Primer Plan Nacional Hospitalario Ley 39 de 1969. Le otorgó a la Universidad de Antioquia la Escuela Nacional de Salud Pública financiando por cuenta del Ministerio de Salud la compra de terrenos, la construcción del edificio y el pago total de su sostenimento, incluyendo las becas para los alumnos hasta 1980 cuando nació la ley 80/80
- Para la creación de la carrera de Regente de Farmacia
- Para la creación de la carrera Tecnología de Alimentos

## Distinciones
- "Medalla al Mérito: Premio Nacional de Medicina Preventiva", "Mérito Ciudadano como Presidente del COME otorgado por la Sociedad de Mejoras Públicas de Medellín"
- "Medalla al Mérito por: Servicios Prestados a la Salud Pública, Gobernación de Antioquia, Secretaria de Salud Departamental, diciembre 1997"
- "Egresado Destacado de la Facultad Nacional de Salud Pública Héctor Abad Gómez, de la Universidad de Antioquia otorgado por el Consejo Académico en 1999"
- "Profesor Destacado de Postgrados de la Universidad Cooperativa de Colombia otorgado por el Consejo Académico de la Universidad Cooperativa de Colombia en el 2000"